# 가학적 인격장애
가학적 인격장애(Sadistic personality disorder)는 가학적이고 잔인한 행동의 만연한 패턴으로 정의되는 제안된 인격장애에 대한 구식 용어이다. 이 진단에 맞는 사람들은 다른 사람을 통제하려는 욕구가 있고 신체적 또는 정서적 폭력을 사용하여 이를 달성했다고 여겨졌다. 진단 제안은 정신질환 진단 및 통계 편람(DSM-III-R) 부록에 실렸지만 임상 환경에서는 사용되지 않았고 이후 버전의 DSM(DSM-IV, DSM-IV-TR 및 DSM-5)에서는 삭제되었다. 다른 이유들 중, 정신과 의사들은 그것이 가학적 행동을 법적으로 변명하는 데 사용될 것이라고 믿었다.

## 같이 보기
- 반사회성 인격장애
- 집단 따돌림
- 악성 자기애
- 사이코패스
- 가피학증
- 샤덴프로이데
- 자기애성 성격장애
- 자기파멸 인격장애
- 사디즘
- 사이코패스